# Papua-Nowa Gwinea na Mistrzostwach Świata w Lekkoatletyce 2019
Papua-Nowa Gwinea na Mistrzostwach Świata w Lekkoatletyce 2019 – reprezentacja Papui-Nowej Gwinei podczas mistrzostw świata w Doha liczyła tylko jedną zawodniczkę.

## Skład reprezentacji

### Kobiety
| Zawodniczka   | Konkurencja                | Eliminacje | Eliminacje | Półfinał | Półfinał | Finał | Finał   |
| Zawodniczka   | Konkurencja                | Wynik      | Pozycja    | Wynik    | Pozycja  | Wynik | Pozycja |
| ------------- | -------------------------- | ---------- | ---------- | -------- | -------- | ----- | ------- |
| Adrine Monagi | bieg na 100 m przez płotki | 14,00 s    | 35.        | NQ       | NQ       | NQ    | NQ      |